# Île Nsumba
Île Nsumba är en av de största öarna i Kongofloden, i Kongo-Kinshasa. Den ligger i provinsen Mongala, i den nordvästra delen av landet, 800 km nordost om huvudstaden Kinshasa. Ön är 80 km lång och mer än 8 km bred som mest.